# كفر عويد
كفر عويد قرية سورية تقع في منطقة معرة النعمان بمحافظة إدلب. تبعد إلى الغرب حوالي 25 كم من مدينة معرة النعمان. بلغ عدد سكانها 6,932 نسمة في عام 2004 حسب إحصاء المكتب المركزي للإحصاء.
تشير التقديرات أن عدد سكانها قد بلغ 20 ألف نسمة بسبب حركات النزوح من الأماكن المتضررة بفعل الحرب الأهلية.
تحتل البلدة موقع جغرافي مميز من حيث توسطها بين طريق الداخل والساحل كما تتميز بأجواء معتدلة صيفًا وباردة شتاءً، تغطي جبالها الثلوج في فصل الشتاء وأمطارها شتوية وغزيرة يعمل معظم سكانها بالتجارة، ويغلب على أشجارها الزيتون والتين والكرز والأشجار المثمرة الصيفية.
كما تحوي بعض الآثار والأماكن الأثرية التي تعود للعصر الروماني والعثماني مثل «جبل القادة».